# 조현 (제양회왕)
제양회왕 조현(濟陽懷王 曹玹, ? ~ ?)은 위(魏)의 황족이다.

## 사적
건안(建安) 16년(211) 서향후(西鄕侯)에 봉해졌으나, 일찍 죽었다. 자식이 없어 패왕(沛王) 조림(曹林)의 아들 조찬(曹贊)으로 하여금 작위를 잇게 하였다. 그러나 조찬 또한 일찍 죽었고, 자식이 없었다. 문제(文帝)는 조찬의 아우 조일(曹壹)로 하여금 조현의 후사를 잇게 하였고, 황초(黃初) 2년(221) 제양후(濟陽侯)에 봉하였다.

### 추증
황초 4년에 작위를 공(公)으로 올렸고, 태화(太和) 4년(230) 조현의 작위를 회공(懷公)으로 추증하였다. 태화 6년(232), 다시 회왕(懷王)에 추증하고 조찬을 서향애후(西鄕哀侯)에 봉하였다. 조일이 죽으니, 시호를 도공(悼公)이라 하였다. 아들 조항(曹恆)이 뒤를 이었으며, 경초(景初) · 정원(正元) · 경원(景元) 연간에 봉지가 더해져 1,900호를 다스렸다.

## 출전
- 진수(陳壽), 《삼국지(三國志)》 위서(魏書) 권20 무문세왕공전(武文世王公傳)

## 같이 보기
- 삼국지 인물 목록